# Jeff Cunningham
Jeffrey Cunningham, detto Jeff (Montego Bay, 21 agosto 1976), è un ex calciatore giamaicano naturalizzato statunitense, di ruolo attaccante.

## Carriera

### Club
Comincia a giocare nella prima squadra dei Columbus Crew a ventidue anni. Senza lasciarsi perdere d'animo, Jeff trova spazio, il mister lo nota e conquista i tifosi della squadra, totalizzando 182 presenze e 62 goal in sei stagioni. A fine stagione del 2005-2006, il club americano decide di svincolarlo, quando lui aveva un'età pari a ventott'anni. Per ritornare in campo dovrà aspettare a luglio 2005.
Come citato sopra, Jeff viene acquistato il 3 luglio 2005 dai Colorado Rapids, vestendo la maglia numero 11. Con questa squadra trova un gran spazio (segnando 12 reti in 26 partite), ma il presidente, a dicembre, non è soddisfatto della sua prestazione e, dato che nessuna  squadra era interessata al suo acquisto, viene svincolato per la seconda volta e, per rivedere il campo, dovrà attendere fino a settembre 2006.
Nel settembre 2006, Cunningham trova la fortuna di ritornare in campo, venendo acquistato dal Real Salt Lake, dove nella stagione 2006-2007 realizza 32 presenze e 19 goal. Nello stesso anno, molte squadre europee cominciano a seguirlo, tra cui Palermo e Udinese.
Nel maggio 2007, Cunningham viene acquistato a titolo definitivo dal Toronto FC, dove totalizza 32 presenze e 9 reti. Da questo periodo, Jeff comincerà a trovare sempre meno spazio, tanto che verrà ceduto ai Dallas.
Come citato sopra, Jeff viene acquistato dai Dallas dove gioca due stagioni (2008-2009 e 2009-2010), ma non trovando la continuità che possedeva, tanto da realizzare solo 11 presenze e 2 reti, nonostante sia allenatore che presidente lo abbiano voluto a titolo definitivo. Da queste stagioni ricaverà un altro svincolamento.
Dopo 7 anni, Jeff Cunningham viene acquistato dal Columbus Crew, dove vestirà la maglia numero 33, quindi facendo ritorno lì dove aveva iniziato la sua carriera. In una partita di campionato della stagione 2011 contro Vancouver, Jeff diventa il miglior marcatore di tutti i tempi dei Columbus Crew, con 63 goal realizzati superando così McBride.

### Nazionale
Cunningham ha cominciato a giocare in nazionale giamaicana il 3 febbraio, in un'amichevole contro gli USA. Da quella partita (nel 1999) in poi non è stato più convocato e gli USA hanno incominciato a seguirlo, dato che possiede il passaporto statunitense.
Dal 2001 al 2010, Jeff gioca per la nazionale statunitense, dove realizza 14 presenze e una rete.

## Statistiche

### Cronologia presenze e reti in nazionale
| Cronologia completa delle presenze e delle reti in nazionale ― Giamaica | Cronologia completa delle presenze e delle reti in nazionale ― Giamaica | Cronologia completa delle presenze e delle reti in nazionale ― Giamaica | Cronologia completa delle presenze e delle reti in nazionale ― Giamaica | Cronologia completa delle presenze e delle reti in nazionale ― Giamaica | Cronologia completa delle presenze e delle reti in nazionale ― Giamaica | Cronologia completa delle presenze e delle reti in nazionale ― Giamaica | Cronologia completa delle presenze e delle reti in nazionale ― Giamaica |
| Data                                                                    | Città                                                                   | In casa                                                                 | Risultato                                                               | Ospiti                                                                  | Competizione                                                            | Reti                                                                    | Note                                                                    |
| ----------------------------------------------------------------------- | ----------------------------------------------------------------------- | ----------------------------------------------------------------------- | ----------------------------------------------------------------------- | ----------------------------------------------------------------------- | ----------------------------------------------------------------------- | ----------------------------------------------------------------------- | ----------------------------------------------------------------------- |
| 7-8-1999                                                                | Accra                                                                   | Ghana                                                                   | 2 – 1                                                                   | Giamaica                                                                | Amichevole                                                              | -                                                                       | Ingresso                                                                |
| Totale                                                                  |                                                                         | Presenze                                                                | 1                                                                       |                                                                         | Reti                                                                    | 0                                                                       |                                                                         |

| Cronologia completa delle presenze e delle reti in nazionale ― Stati Uniti | Cronologia completa delle presenze e delle reti in nazionale ― Stati Uniti | Cronologia completa delle presenze e delle reti in nazionale ― Stati Uniti | Cronologia completa delle presenze e delle reti in nazionale ― Stati Uniti | Cronologia completa delle presenze e delle reti in nazionale ― Stati Uniti | Cronologia completa delle presenze e delle reti in nazionale ― Stati Uniti | Cronologia completa delle presenze e delle reti in nazionale ― Stati Uniti | Cronologia completa delle presenze e delle reti in nazionale ― Stati Uniti |
| Data                                                                       | Città                                                                      | In casa                                                                    | Risultato                                                                  | Ospiti                                                                     | Competizione                                                               | Reti                                                                       | Note                                                                       |
| -------------------------------------------------------------------------- | -------------------------------------------------------------------------- | -------------------------------------------------------------------------- | -------------------------------------------------------------------------- | -------------------------------------------------------------------------- | -------------------------------------------------------------------------- | -------------------------------------------------------------------------- | -------------------------------------------------------------------------- |
| 9-12-2001                                                                  | Seogwipo                                                                   | Corea del Sud                                                              | 1 – 0                                                                      | Stati Uniti                                                                | Amichevole                                                                 | -                                                                          | 46’                                                                        |
| 18-1-2002                                                                  | Pasadena                                                                   | Stati Uniti                                                                | 2 – 1                                                                      | Corea del Sud                                                              | Gold Cup 2002 - 1º turno                                                   | -                                                                          | 64’                                                                        |
| 20-1-2002                                                                  | Pasadena                                                                   | Cuba                                                                       | 1 – 0                                                                      | Stati Uniti                                                                | Gold Cup 2002 - 1º turno                                                   | -                                                                          | 66’                                                                        |
| 2-3-2002                                                                   | Seattle                                                                    | Stati Uniti                                                                | 4 – 0                                                                      | Honduras                                                                   | Amichevole                                                                 | -                                                                          | 67’                                                                        |
| 17-11-2002                                                                 | Washington                                                                 | Stati Uniti                                                                | 2 – 0                                                                      | El Salvador                                                                | Amichevole                                                                 | -                                                                          | 84’                                                                        |
| 18-1-2003                                                                  | Fort Lauderdale                                                            | Stati Uniti                                                                | 4 – 0                                                                      | Canada                                                                     | Amichevole                                                                 | -                                                                          | 46’                                                                        |
| 8-2-2003                                                                   | Miami                                                                      | Stati Uniti                                                                | 0 – 1                                                                      | Argentina                                                                  | Amichevole                                                                 | -                                                                          | 79’                                                                        |
| 12-2-2003                                                                  | Kingston                                                                   | Giamaica                                                                   | 1 – 2                                                                      | Stati Uniti                                                                | Amichevole                                                                 | -                                                                          | 71’                                                                        |
| 3-9-2005                                                                   | Columbus                                                                   | Stati Uniti                                                                | 2 – 0                                                                      | Messico                                                                    | Qual. Mondiali 2006                                                        | -                                                                          | 90’                                                                        |
| 7-9-2005                                                                   | Città del Guatemala                                                        | Guatemala                                                                  | 0 – 0                                                                      | Stati Uniti                                                                | Qual. Mondiali 2006                                                        | -                                                                          | 15’ 57’                                                                    |
| 14-11-2009                                                                 | Bratislava                                                                 | Slovacchia                                                                 | 1 – 0                                                                      | Stati Uniti                                                                | Amichevole                                                                 | -                                                                          | 82’                                                                        |
| 18-11-2009                                                                 | Aarhus                                                                     | Danimarca                                                                  | 3 – 1                                                                      | Stati Uniti                                                                | Amichevole                                                                 | 1                                                                          | 61’                                                                        |
| 23-1-2010                                                                  | Los Angeles                                                                | Stati Uniti                                                                | 1 – 3                                                                      | Honduras                                                                   | Amichevole                                                                 | -                                                                          | 46’                                                                        |
| 24-2-2010                                                                  | East Rutherford                                                            | Stati Uniti                                                                | 2 – 1                                                                      | El Salvador                                                                | Amichevole                                                                 | -                                                                          | 68’                                                                        |
| Totale                                                                     |                                                                            | Presenze                                                                   | 14                                                                         |                                                                            | Reti                                                                       | 1                                                                          |                                                                            |

## Palmarès

### Club

#### Competizioni nazionali
- Lamar Hunt U.S. Open Cup: 1

Columbus Crew: 2002
- Major League Soccer Supporters' Shield: 1:

Columbus Crew: 2004
- Major League Soccer Western Conference Championship: 1

Dallas: 2010

### Individuale
- MLS Golden Boot Winner: 2

2006, 2009
- MLS Best XI: 3

2002, 2006, 2009